# Кубок РСФСР по хоккею с шайбой 1973
Одиннадцатый розыгрыш Кубка РСФСР по хоккею с шайбой был проведён среди российских участников второй лиги класса «А», за исключением трёх прошлогодних полуфиналистов, в связи с их участием в кубке СССР. Четвёртый полуфиналист – «Локомотив» Омск, прекратил своё существование, его место во всесоюзном турнире заняла другая омская команда – «Химик», частью которой и стал «Локомотив». При этом «Химик» изначально должен был играть в кубке РСФСР, но, возможно, был снят с розыгрыша, т.к. два турнира проходили в одно время (на это также указывает изменение турнирной сетки – «Мотор», который должен был играть с «Химиком», сыграл с «Рубином», и отсутствие данных об играх омичей в кубке РСФСР). Участники полуфиналов получали право сыграть в кубке СССР следующего сезона.
Турнир снова прошёл раздельно для команд западной и восточной зон лиги. На этот раз команды не только не успели сыграть турнир в одном сезоне (в следующем был сыгран даже один четвертьфинал), но и не уложились в календарный год – финал был сыгран только в январе 1974 года, когда уже определились участники полуфиналов следующего розыгрыша.

## Список участников
| Команды класса «А» (Вторая лига)                                                                              | Команды класса «А» (Вторая лига)                                                                           | Команды класса «А» (Вторая лига)                                                                                 | Команды класса «А» (Вторая лига)                                                                |
| --- | --- | --- | ----------------------------------------------------------------------------------------------- |
| - «Алюминщик» Новокузнецк - «Дизелист» Пенза - «Кедр» Свердловск-44 - «Металлург» Череповец - «Мотор» Барнаул | - «Нефтяник» Ухта - «Прогресс» Глазов - «Рубин» Тюмень - «Спутник» Нижний Тагил - «Станкостроитель» Рязань | - «Текстильщик» Павловский Посад - «Торпедо» Ярославль - «Химик» Омск - «Шахтёр» Прокопьевск - «Шторм» Ленинград | - СК «Южный Урал» Орск - СК им. Урицкого Казань - СКА Куйбышев - СКА Свердловск - СКА Хабаровск |

## 1/16 финала
| 03.01.1973 | «Дизелист» Пенза      | «Станкостроитель» Рязань | 3:4 |
| 03.01.1973 | «Кедр» Свердловск-44  | «Спутник» Нижний Тагил   | 5:2 |
| 03.01.1973 | «Металлург» Череповец | «Нефтяник» Ухта          | 8:1 |
| 03.01.1973 | «Рубин» Тюмень        | СКА Свердловск           | 5:2 |

## 1/8 финала
| 06.01.1973 | «Текстильщик» Павловский Посад | «Станкостроитель» Рязань | 3:8 |
| 06.01.1973 | СК им. Урицкого Казань         | СКА Куйбышев             | 8:3 |
| 06.01.1973 | «Торпедо» Ярославль            | «Шторм» Ленинград        | 7:4 |
| 06.01.1973 | «Алюминщик» Новокузнецк        | «Шахтёр» Прокопьевск     | -:+ |
| 06.01.1973 | СК «Южный Урал» Орск           | «Кедр» Свердловск-44     | ?   |
| 10.01.1973 | «Рубин» Тюмень                 | «Мотор» Барнаул          | ?   |
| 03.03.1973 | «Металлург» Череповец          | «Прогресс» Глазов        | +:- |
| ??.??.1973 | СКА Хабаровск                  | «Химик» Омск             | ?   |

## 1/4 финала
| 25.01.1973 | «Станкостроитель» Рязань | СК им. Урицкого Казань | 11:1 |
| ??.??.1973 | «Шахтёр» Прокопьевск     | «Кедр» Свердловск-44   | 5:2  |
| 13.03.1973 | «Торпедо» Ярославль      | «Металлург» Череповец  | 5:3  |
| 03.10.1973 | «Мотор» Барнаул          | СКА Хабаровск          | 3:0  |

## 1/2 финала
| 09.09.1973 | «Станкостроитель» Рязань | «Торпедо» Ярославль  | 8:4 |
| 18.10.1973 | «Мотор» Барнаул          | «Шахтёр» Прокопьевск | 1:4 |

## Финал
| 29.01.1974 | «Станкостроитель» Рязань | 4:1 (2:0, 1:0, 1:1) | «Шахтёр» Прокопьевск | ДС им. 50-летия ВЛКСМ, Первоуральск Зрителей: 1000 |

| Отчёт | Отчёт | Отчёт   | Отчёт | Отчёт |  |
| --- | --- | ------- | --- | --- |  |
| | |         | | |  |
| | Юрий Карманов | Вратари | Сергей Егоров | |  |
| | Голы: |         | | |  |
| А.Данько, А.Жеребцов – 3 | – | Попов   | | |  |
| | |         | | |  |
| | |         | | |  |
| | |         | | |  |
| | |         | | |  |
| | |         | | |  |
| | |         | | |  |
| | Олег Галямин | Тренер  | Виктор Масалов | |  |
| Н.Архипов, С.Горлов, В.Малеваник, Б.Нырнов, В.Юшкин; С.Верещагин, В.Губернаторов, А.Данько, Г.Двухжилов, А.Железнов, А.Жеребцов, А.Карнаухов, А.Костылев, И.Мухин, Л.Поляков, Р.Хуснутдинов, | Н.Архипов, С.Горлов, В.Малеваник, Б.Нырнов, В.Юшкин; С.Верещагин, В.Губернаторов, А.Данько, Г.Двухжилов, А.Железнов, А.Жеребцов, А.Карнаухов, А.Костылев, И.Мухин, Л.Поляков, Р.Хуснутдинов, | Состав  | В.Адаменко, А.Гончаров, В.Леонов, В.Родионов, В.Сергеев, В.Щеглов; В.Грифенштейн, П.Данилов, Ю.Дзюба, А.Жиганов, С.Зайцев, А.Кузьмин, В.Первушкин, Вал.Попов, Вл.Попов, В.Чернов, С.Шипулин | В.Адаменко, А.Гончаров, В.Леонов, В.Родионов, В.Сергеев, В.Щеглов; В.Грифенштейн, П.Данилов, Ю.Дзюба, А.Жиганов, С.Зайцев, А.Кузьмин, В.Первушкин, Вал.Попов, Вл.Попов, В.Чернов, С.Шипулин |  |